# بن ریدینگ
بن ریدینگ (به انگلیسی: Ben Rhydding) یک روستا در بریتانیا است که در ایلکی واقع شده‌است.